# Пандуру
Пандуру (рум. Panduru) — село у повіті Тулча в Румунії. Входить до складу комуни Бая.
Село розташоване на відстані 203 км на схід від Бухареста, 55 км на південь від Тулчі, 58 км на північ від Констанци, 94 км на південний схід від Галаца.

## Населення
За даними перепису населення 2002 року у селі проживали 456 осіб, з них 455 осіб (99,8%) румунів. Рідною мовою 455 осіб (99,8%) назвали румунську.